# Cikole (Cikole)
Cikole is een bestuurslaag in het regentschap Kota Sukabumi van de provincie West-Java, Indonesië. Cikole telt 5459 inwoners (volkstelling 2010).